# Kirundi
Kirundi, auch Rundi und Rundisch, ist eine in Burundi verbreitete (und von etwa 95 % der Bevölkerung als Muttersprache gesprochene) Bantusprache und neben dem Französischen Amtssprache des Landes.

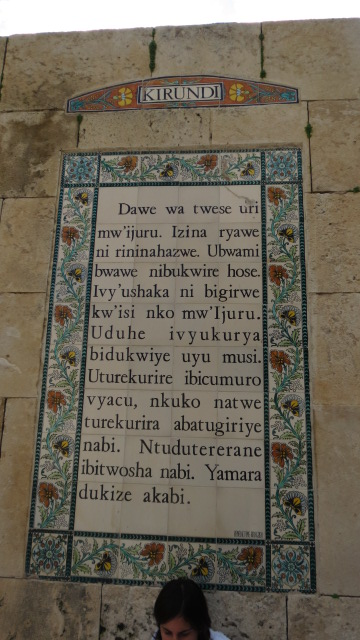
Das Vaterunser auf Rundisch in der Paternosterkirche von Jerusalem

Ende des 19. Jahrhunderts, unter der deutschen Kolonialherrschaft in Ruanda-Urundi, erfolgte eine lateinisch basierte Verschriftung. 
Die Sprache ist mit dem vor allem im Nachbarland Ruanda gesprochenen Kinyarwanda nahezu identisch.